# Antimeridiano
Antimeridiano é o meridiano exatamente oposto a qualquer meridiano referencial, ou seja, o meridiano situado a 180 graus de distância daquele.

## Exemplos
- O antimeridiano de Greenwich (longitude 0 grau) é o meridiano de 180 graus, que coincide fugazmente com a Linha Internacional de Data.
- O antimeridiano de Tordesilhas, que atravessava as Ilhas Molucas e servia como limite entre os hemisférios português e espanhol no outro lado do mundo em relação à América do Sul, isto é, no Extremo Oriente.